# 延吉中路站
延吉中路站位于中华人民共和国上海市杨浦区营口路与靖宇中路交叉口，是上海地铁8号线的地铁车站，于2007年12月29日启用。

## 车站结构

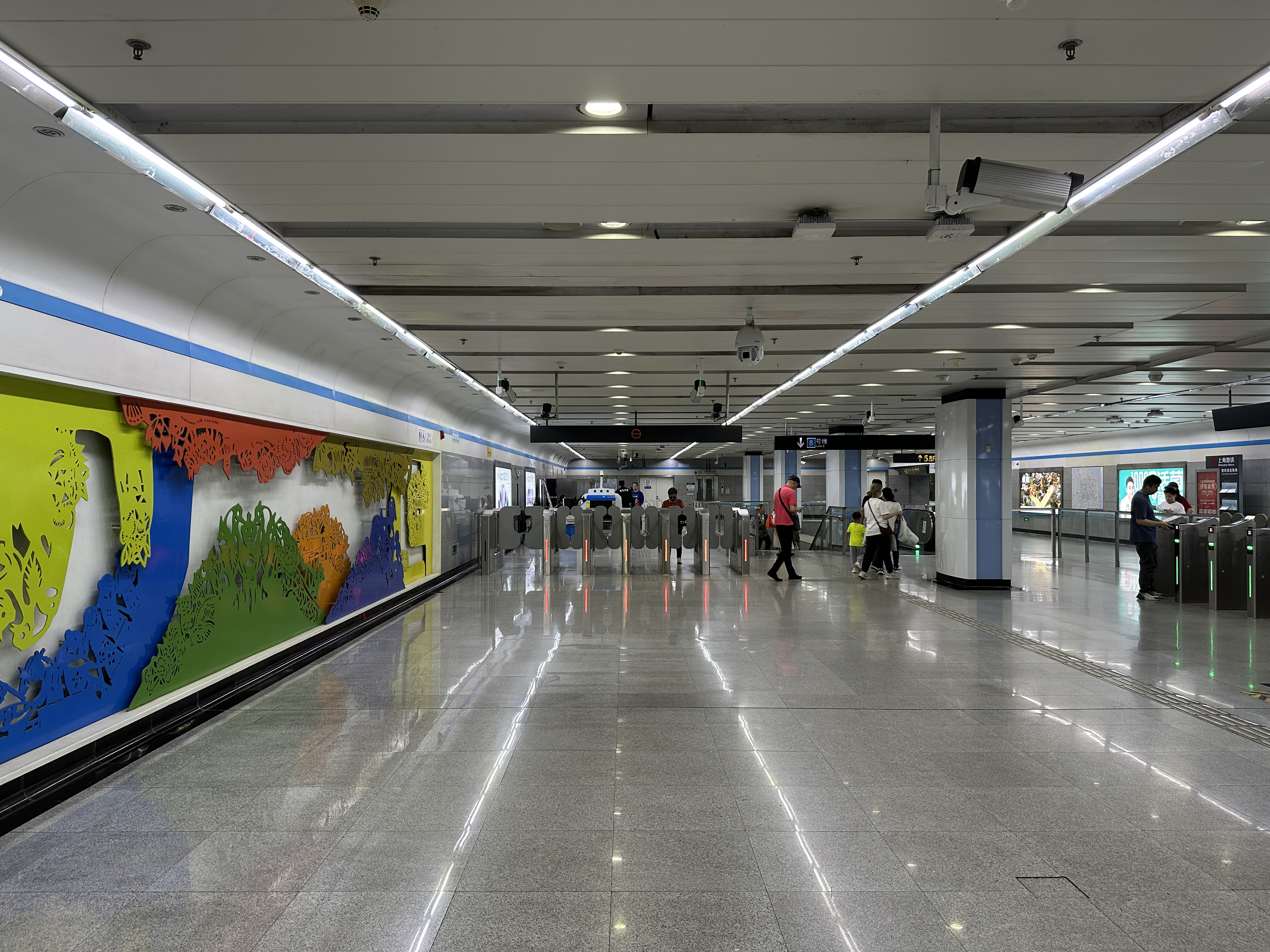
站厅

| 地面层   | 出入口             | 3-5、7出入口                     |  |  |
| 地下一层 | 站厅               | 票务服务、自动售票机、人工服务台 |  |  |
| 地下二层 |                    | █ 8号线 往沈杜公路（黄兴路）     |  |  |
|          | 岛式站台，左侧开门 |                                  |  |  |
|          |                    | █ 8号线 往市光路（黄兴公园）     |  |  |

## 车站出口
延吉中路站目前开放4个出入口，各出入口如下所示：
| 出口编号            | 出口指示 | 照片 |
| ------------------- | -------- | ---- |
| 3 · 出口            | 营口路   |      |
| 4 · 出口            | 营口路   |      |
| 5 · 出口 · （设有） | 营口路   |      |
| 7 · 出口            | 营口路   |      |
| 图例： 设有         |          |      |

## 公交换乘
28、60、103、103区间、115、137、145、515、522、577、812、813、841、863、868、874、934、大桥五线